# Rudolf Mentzel

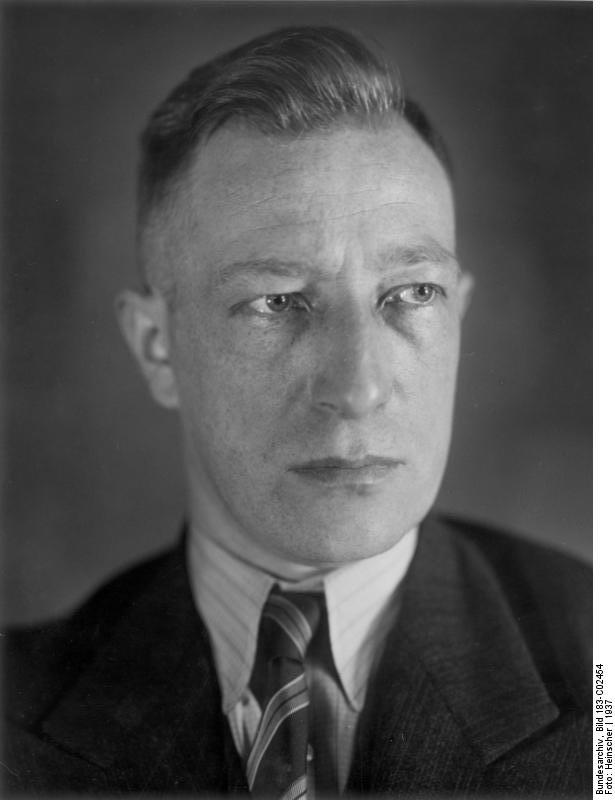
Rudolf Mentzel, 1937

Rudolf Mentzel (* 28. April 1900 in Bremen; † 4. Dezember 1987 in Twistringen) war ein deutscher Chemiker, Wissenschaftsfunktionär, Mitarbeiter des Reichsministeriums für Wissenschaft, Erziehung und Volksbildung sowie Mitglied der SS und der NSDAP. Er forschte über Chemiewaffen und stieg zum wohl einflussreichsten Wissenschaftspolitiker des Dritten Reiches auf.

## Leben

### Revolution und Weimarer Republik
Der Sohn eines Lehrers wurde ab Juni 1918 in einer Minenwerfer-Kompanie in Bremen ausgebildet und gegen Ende des Ersten Weltkrieges im September 1918 in ein Feldrekruten-Depot nach Tubize (Belgien) verlegt. 1919 beteiligte er sich als Angehöriger einer Wachformation an der Niederschlagung der Bremer Räterepublik. Während des Kapp-Putsches wurde er im März und April 1920 in einer studentischen Formation im Südharz eingesetzt. Von Mai bis September 1921 kämpfte Mentzel mit dem Freikorps Wolf in Oberschlesien, unter anderem am Annaberg. Im Winter 1921 oder 1922 trat er in die SA ein. Im Herbst 1923 wurde er stellvertretender Sturmführer des SA-Sturms 2/2. Als die NSDAP nach dem gescheiterten Hitlerputsch verboten wurde, trat Mentzel dem Arbeiter- und Mittelstandsverein unter Ludolf Haase in Göttingen bei.
Mentzel nahm im Februar 1919 ein Studium der Mathematik und Naturwissenschaften in Göttingen auf, um Lehrer zu werden. Seit dem Wintersemester 1921/22 studierte er Chemie. Er promovierte im März 1925 bei Walter Hückel und Adolf Windaus über Stereoisomerie von β-substituierten Dekalinen, seine erste und einzige wissenschaftliche Publikation.
Zum 9. März 1925 trat Mentzel der neu gegründeten NSDAP bei (Mitgliedsnummer 2.937). Von April 1925 bis Mai 1926 leitete Mentzel das Labor der Bremer Ölfirma C. F. Plump. Anschließend kehrte er als Privat-Assistent Gerhart Janders nach Göttingen zurück, um mit diesem gemeinsam am Chemischen Institut der Universität Göttingen für das Reichswehrministerium Forschungsaufträge über chemische Kampfstoffe auszuführen. Während dieser Zeit, von August 1925 bis Mai 1928, ließ Mentzel seine Parteimitgliedschaft ruhen bzw. trat vorübergehend aus der NSDAP aus. Nach seinem Wiedereintritt widmete er sich verstärkt seiner politischen Karriere. Von Herbst 1928 bis Sommer 1929 war er Sturmführer des SA-Sturms 2/82 in Göttingen und von Juni 1930 bis Juni 1933 Kreisleiter der NSDAP für Göttingen Stadt und Land. Im Juni 1932 trat er auch der SS (SS-Nummer 39.885) bei. Im Juni 1933 wurde er zum SS-Obersturmführer befördert und seit dem 7. Januar 1933 war er Führer des I. Sturmbanns der Standarte 51.

### Zeit des Nationalsozialismus
Nachdem während der Weimarer Republik ein früherer Versuch Mentzels sich zu habilitieren in Göttingen gescheitert war, ermöglichte Theodor Vahlen ihm im Juli 1933 die Habilitation in Greifswald. Seine Antrittsvorlesung hielt Mentzel über Die Bedeutung des Gasschutzes für die Zivilbevölkerung. Die venia legendi bezog sich ausschließlich auf „angewandte Chemie unter besonderer Berücksichtigung des Luftschutzes“. Die geheime Habilitationsschrift handelte offenbar von Methoden, Gasmaskenfilter auf chemischem Wege unbrauchbar zu machen und eine Durchschlagung des Filters zu erreichen. Das in Abschrift erhaltene Gutachten Walter Hückels lässt darauf schließen, dass die Habilitation trotz fachlicher Defizite Mentzels auf Grund politischer Einflussnahme erfolgte.
Zum 1. November 1933 holte Jander seinen ehemaligen Assistenten als Leiter einer neuen Abteilung für chemische Kampfstoffe an das ehemals von Fritz Haber geleitete Kaiser-Wilhelm-Institut für physikalische Chemie und Elektrochemie, dessen Leitung Jander auf Vermittlung Bernhard Rusts übernommen hatte. Im Juni 1934 wurde Mentzel Referent im Amt Wissenschaft II im neuen Reichserziehungsministeriums (REM) unter Rust und damit Stellvertretender von Erich Schumann als Leiter des Amtes für Wissenschaften. Das Amt Wissenschaft II sollte das Militär über zivile Forschungen auf dem Laufenden halten. Dass Mentzel als Ministerialbeamter weisungsbefugt gegenüber seinem wissenschaftlichen Vorgesetzten Jander war, führte fast zwangsläufig zu Konflikten zwischen den beiden. Jander wurde 1935 nach Greifswald quasi abgeschoben, während Peter Adolf Thiessen, ein weiterer Göttinger Verbindungsmann Mentzels, das KWI für physikalische Chemie übernahm.
Mentzel verfolgte in erster Linie seine steile wissenschaftspolitische Karriere. Seine Abteilung am KWI wurde praktisch von seinem Assistenten Remigius Hofmann geleitet, bis Mentzel nach seiner Ernennung zum DFG-Präsidenten Ende August 1938 diesen Posten niederlegte. Nach seiner Ernennung zum nichtbeamteten außerordentlichen Professor in Greifswald wechselte Mentzel im September 1934 an die Technische Hochschule Berlin. Obwohl er weder über Lehrerfahrung noch über eigenständige Publikationen verfügte, wurde er hier im Dezember 1935 als Professor für Wehrchemie verbeamtet, ohne Lehrverpflichtungen erfüllen zu müssen. Seit 1936 beteiligte er sich zusätzlich an der sogenannten „Forschungsabteilung Judenfrage“ im neu gebildeten Reichsinstitut für Geschichte des neuen Deutschlands.
Im November 1936 wurde Mentzel kommissarischer Nachfolger des abgesetzten DFG-Präsidenten Johannes Stark und im Oktober 1937 durch Bernhard Rust in diesem Amt bestätigt. Ende April 1939 wurde er Chef des Amtes Wissenschaft im REM sowie Ministerialdirektor. Rust ließ seinem Referenten weitgehend freie Hand, so dass das Ministerium als Ableger der SS galt und Mentzel als graue Eminenz. Stark hielt nicht viel von seinem Nachfolger an der Spitze der DFG. Für ihn war er ein „junger, bornierter, gewissenloser, machthungriger Bursche.“ Ab 1937 war Mentzel auch Mitglied des Senats der Kaiser-Wilhelm-Gesellschaft.
Am 6. September 1939 wurde Mentzel als Kriegsverwaltungsrat beim Oberkommando des Heeres Gutachter für chemische Kampfstoffe, engagierte sich aber weiterhin hauptsächlich im zivilen Bereich. Nach dem Tode Carl Boschs entwickelte Mentzel Ambitionen, auch Präsident der Kaiser-Wilhelm-Gesellschaft zu werden, konnte sich dabei aber nicht durchsetzen und wurde 1941 zweiter Vizepräsident. 1942 übernahm der die Leitung des Geschäftsführenden Beirates im Reichsforschungsrat.
Mentzel setzte sich für die Deutsche Antarktische Expedition 1938/39 ein, was 1942 durch die Benennung des Mentzelberges in Neuschwabenland gewürdigt wurde.
Mentzels Aufstieg erfolgte vor allem mit Hilfe informeller Netzwerke, die er zum größten Teil schon vor 1933 in Göttingen aufgebaut hatte. Zu dieser Göttinger SS-Clique gehörten neben Jander, Schumann, Haase und Rust auch Peter Adolf Thiessen, Johannes Weniger, Konrad Meyer und Walter Greite. Bei der SS war er im November 1942 zum SS-Brigadeführer aufgestiegen.

### Nach Kriegsende
Am 2. Mai 1945 floh Mentzel gemeinsam mit Rust aus Berlin in Richtung Schleswig-Holstein.  Er wurde von den US-Amerikanern gefangen genommen und interniert. Im Rahmen des Entnazifizierungsverfahrens wurde er 1949 von der Bielefelder Spruchkammer in Gruppe III. als Minderbelasteter eingestuft und zu zweieinhalb Jahren Gefängnis verurteilt, die mit seiner Internierungszeit bis Januar 1948 verrechnet wurde. Später arbeitete Mentzel in der Industrie und verlegte 1967 seinen Wohnsitz nach Bassum.